# Chiton politus
Chiton politus är en blötdjursart som beskrevs av Lorenz Spengler 1797. Chiton politus ingår i släktet Chiton och familjen Chitonidae. Inga underarter finns listade i Catalogue of Life.